# Teatro San Angelo
Teatro San Angelo (v benátském dialektu) nebo Teatro Sant' Angelo (italsky) bylo jedním z operních divadel v Benátkách v letech 1677–1803.

## Historie divadla
Teatro San Angelo bylo postaveno v letech 1676–1677 architektem Francescem Santorinim na Canalu Grande na místě dvou paláců patřících rodinám Marcellů a Capellů. Divadlo bylo otevřeno operou Helena rapita da Paride skladatele Domenica Freschiho. Následovaly opery významných italských skladatelů jako byli Michelangelo Gasparini, Francesco Gasparini, Tomaso Albinoni a Giovanni Bononcini. Okolo roku 1715 bylo divadlo známo zejména díky operám Antonia Vivaldiho, Baldassara Galuppiho a komediím Carla Goldoniho.
Divadlo bylo uzavřeno v roce 1803 a dále sloužilo jako skladiště. V roce 1890 bylo přestavěno na palác rodiny Barocci. Ten byl v roce 2009 zbořen a na jeho místě postaven hotel Palazzo Barocci.

## Premiéry v divadle San Angelo (výběr)
- Helena rapita da Paride, hudba Domenico Freschi, 1677
- Tullia superba, hudba Domenico Freschi, 1678
- La Circe, hudba Domenico Freschi, 1679
- Sardanapalo, hudba Domenico Freschi, 1679
- Pompeo Magno in Cilicia, hudba Domenico Freschi, 1681
- Olimpia vendicata, hudba Domenico Freschi, 1681
- Giulio Cesare trionfante, hudba Domenico Freschi, 1682
- Silla, hudba Domenico Freschi, 1683
- Apio Claudio, hudba Marco Martini, 1683
- L'incoronatione di Dario, hudba Domenico Freschi, 1684
- Teseo tra le rivali, hudba Domenico Freschi, 1685
- Falarido tiranno d'Agrigento, hudba Giovanni Battista Bassani, 1685
- Il vitio depresso e la virtù coronata, hudba Teofilo Orgiani, 1686
- Il Dioclete, hudba Teofilo Orgiani, 1687
- La fortuna tra le disgratie, hudba Paolo Biagio, 1688
- La Rosaura, hudba Giacomo Antonio Perti, 1689
- Il trionfo dell'innocenza, hudba Antonio Lotti, 1693
- Il principe selvaggio, hudba Michelangelo Gasparini, 1696
- Radamisto, hudba Tomaso Albinoni, 1698
- Diomede punito da Alcide, hudba Tomaso Albinoni, 1700
- L'inganno innocente, hudba Tomaso Albinoni, 1701
- Tiberio imperatore d'Oriente, hudba Francesco Gasparini, 1702
- Giuseppe Boniventi, hudba Giuseppe Boniventi, 1702
- Farnace, hudba Antonio Caldara, 1703
- Pirro, hudba Giuseppe Antonio Vincenzo Aldrovandini, 1704
- Virginio consolo, hudba Antonio Giannettini, 1704
- Artaserse, hudba Antonio Giannettini, 1705
- Creso tolto alle fiamme, hudba Girolamo Polani, 1705
- La regina creduta re, hudba Giovanni Bononcini, 1706
- La fede tra gl'inganni, hudba Tomaso Albinoni, 1707
- Ifiginia, hudba Agostino Bonaventura Coletti, 1707
- Armida al campo, hudba Giuseppe Boniventi, 1708
- L'Endimione, hudba Giuseppe Boniventi, 1709
- Il tradimento premiato, hudba Girolamo Polani, 1709
- Berengario re d'Italia, hudba Girolamo Polani, 1709
- Circe delusa, hudba Giuseppe Boniventi, 1711
- La costanza in cimento con la crudeltà, hudba Floriano Arresti, 1712
- Le passioni per troppo amore, hudba Johann David Heinichen, 1713
- Nerone fatto Cesare, hudba Francesco Gasparini, 1715
- Rodomento sdegnato, hudba Michelangelo Gasparini, 1715
- Alessandro fra le Amazoni, hudba Fortunato Chelleri, 1715
- Arsilda, regina di Ponto, hudba Antonio Vivaldi, 1716
- L'amor di figlio non conosciuto, hudba Tomaso Albinoni, 1716
- Penelope la casta, hudba Fortunato Chelleri, 1717
- Meleagro, hudba Tomaso Albinoni, 1718
- Cleomene, hudba Tomaso Albinoni, 1718
- La caduta di Gelone, hudba Giuseppe Maria Buini, 1719
- Amalasunta, hudba Fortunato Chelleri, 1719
- Il pentimento generoso, hudba Andrea Stefano Fiorè, 1719
- Armida delusa, hudba Giuseppe Maria Buini, 1720
- Filippo re di Macedonia, hudba Giuseppe Boniventi a Antonio Vivaldi, 1720
- Il pastor fido, hudba Carlo Luigi Pietragrua, 1721
- Melinda e Tiburzio, hudba Giuseppe Maria Orlandini, 1721
- La fede ne' tradimenti, hudba Carlo Luigi Pietragrua, 1721
- Gli eccessi della gelosia, hudba Tomaso Albinoni, 1722
- L'amor tirannico, hudba Fortunato Chelleri, 1722
- Timocrate, hudba Leonardo Leo, 1723
- Medea e Giasone, hudba Francesco Brusa, 1726
- Gl'odi delusi dal sangue, hudba Baldassare Galuppi e Giovanni Battista Pescetti, 1728
- Dorinda, hudba Baldassare Galuppi e Giovanni Battista Pescetti, 1729
- I tre difensori della patria, hudba Giovanni Battista Pescetti, 1729
- Elenia, hudba Tomaso Albinoni, 1730
- Gli sponsali d'Enea, hudba Bartolomeo Cordans, 1731
- Ardelinda, hudba Tomaso Albinoni, 1732
- Grullo e Moschetta, hudba Giuseppe Maria Orlandini, 1732
- Alessandro nelle Indie, hudba Giovanni Battista Pescetti, 1732
- L'ortolana contessa, hudba Giuseppe Maria Buini e altri, 1732
- La caduta di Leone, imperator d'Oriente, hudba Giuseppe Antonio Paganelli, 1732
- Argenide, hudba Baldassare Galuppi, 1733
- Ginestra e Lichetto, hudba Giuseppe Antonio Paganelli, 1733
- L'ambizione depressa, hudba Baldassare Galuppi, 1733
- Tigrane, hudba Giuseppe Antonio Paganelli, 1733
- Candalide, hudba Tomaso Albinoni, 1734
- Tamiri, hudba Baldassare Galuppi, 1734
- Lucio Vero, hudba Francesco Araja, 1735
- Elisa regina di Tiro, hudba Baldassare Galuppi, 1736
- Ergilda, hudba Baldassare Galuppi, 1736
- Artaserse Longimano, hudba Antonio Gaetano Pampani, 1737
- Ezio, hudba Giovanni Battista Lampugnani, 1737
- Argenide, hudba Pietro Chiarini, 1738
- Achille in Sciro, hudba Pietro Chiarini, 1739
- Candaspe (Campaspe) regina de' Sciti, hudba Giovanni Battista Casali, 1740
- Berenice, hudba Baldassare Galuppi, 1741
- Artamene, hudba Tomaso Albinoni, 1741
- Il vincitor di se stesso, hudba Ignazio Fiorillo, 1741
- L'impresario delle Isole Canarie, hudba Leonardo Leo, 1741
- Ambleto, hudba Giuseppe Carcani, 1742
- Armida, hudba Ferdinando Bertoni, 1746
- La caduta d'Amulio, hudba Antonio Gaetano Pampani, 1746
- Scipione nelle Spagne, hudba Baldassare Galuppi, 1746
- Il re dispietato, hudba Giuseppe Maria Buini, 1747
- Tigrane, hudba Giovanni Battista Lampugnani, 1747
- L'Arcadia in Brenta, hudba Baldassare Galuppi, 1749
- Amor contadino, hudba Giovanni Battista Lampugnani, 1760
- Amore in caricatura, hudba Vincenzo Ciampi, 1761
- L'amore artigiano, hudba Gaetano Latilla, 1761
- Siface, hudba Domenico Fischietti, 1761
- Li scherzi d'amore, hudba Francesco Maggiore, 1762
- Tieste, hudba Ugo Foscolo, 1797
- Riverente gratulazione per le glorie di Francesco II, hudba Francesco Gardi, 1799
- Il medico a suo dispetto, ossia La muta per amore, hudba Francesco Gardi, 1800
- Il carretto del venditore d'aceto, hudba Johann Simon Mayr, 1800
- La casa da vendere, hudba Giuseppe Antonio Capuzzi o Francesco Gardi, 1804